# Вайсфельд, Наталья Даниловна
Наталья Даниловна Вайсфельд (5 июля 1966, Киев) — украинский математик. Доктор физико-математических наук (2005); профессор (2007); руководитель научной школы «Смешанные задачи математической физики».

## Биография
Н. Д. Вайсфельд родилась 5 июля 1966 г. в Киеве. Её мать И. В. Галина доктор медицинских наук, профессор, создала и возглавила Институт реабилитации детей (позже — лиц) с расстройствами психофизического развития. 
В 1990 г. окончила Одесский государственный университет им. И. И. Мечникова (ныне — Одесский национальный университет им. И. И. Мечникова), отделение прикладной математики механико-математического факультета. 1995 г. — защитила кандидатскую диссертацию по специальности «Механика деформированного твёрдого тела» (науч. руководитель канд. физ.-мат. наук доц. В. Г. Попов) в специализированном ученом совете по защите кандидатских диссертаций при Одесском государственном университете им. И. И. Мечникова.
В 1997 г. получила аттестат доцента по кафедре методов математической физики. В 2005 г. защитила докторскую диссертацию по специальности «Механика деформированного твердого тела» (научный консультант — доктор физ.-мат. наук, проф. В. Г. Попов) в специализированном ученом совете по защите докторских диссертаций в Институте прикладных проблем математики и механики им. Я. С. Подстригача, г. Львов.
С 1984 г. по 1989 г. Н. Вайсфельд работала в Вычислительном центре облпрофсовета.
С 1989 г. — по настоящее время работает в Одесском государственном университете им. И. И. Мечникова, Институт математики, экономики и механики, кафедра методов математической физики сначала на должности ассистента, потом старшего преподавателя, доцента и профессора кафедры.
2007— 2008 гг. — читает лекции на кафедре высшей математики Одесской академии пищевых технологий.
С 2007 г. — по настоящее время — заведует лабораторией № 13 «Лаборатория проблем математики, экономики и механики».
С 2009 г. — по настоящее время — читает лекции в Одесской национальной академии холода.
С 2009 г. — по настоящее время — руководитель Областного отделения Малой Академии наук (секция Математика).
С 2013 г. — по настоящее время — заведующая кафедрой «Методы математической физики» Института математики, экономики и механики Одесского национального университета им. И. И. Мечникова.

## Научная деятельность
Основная область научных интересов Н. Д. Вайнсфельд — математические проблемы теории упругости.
В частности интересуют :
— методы динамических задач теории упругости;
— задачи дифракции и распространения волн;
— математическое моделирование в динамической механике разрушений;
— теория сингулярных интегральных уравнений;
— теория дифференциальных уравнений с переменными коэффициентами;
— приложения теории операторов в задачах механики и физики.
Н. Д. Вайсфельд читает такие курсы:
1. Уравнения в математической физике.
2. Теория вероятностей и математическая статистика.
3. Анализ данных.
4. Динамическая теория упругости.
5. Метод ортогональных многочленов.
6. Ассимптотический анализ в математической физике.
7. Задача несвязной нестационарной термоупругости.
8. Электроупругость.
9. Математические проблемы механики разрушения.
10. Теория упругости.
11. Метод разрывных решений.
После смерти проф. Г. Я. Попова возглавляет кафедру методов математической физики ОНУ им. И. И. Мечникова, а также созданную им всемирно известную школу по смешанным задачам математической физики, исследования которой сегодня признаны самыми авторитетными международными научными школами и учеными. Эта школа объединяет многочисленных выпускников кафедры, которые работают на Украине, в России, Германии, Австралии, Словакии, Соединённых Штатах Америки, Израиле.

## Труды
- Учбовий посібник з курсу "Рівняння математичної фізики. Метод інтегральних перетворень" / Г. Я. Попов, В. В. Реут, Н. Д. Вайсфельд. — Одеса : Астропринт, 1999. — 67 с.
- Дифракция импульса на оболочке, расположенной в акустическом пространстве на расстоянии от жесткого дна / В. Г. Попов, Н. Д. Вайсфельд // Изв. РАН. Механика твердого тела. — 2000. — № 4. — С. 173-179.
- Динамическая задача кручения полого усеченного корпуса / Н. Д. Вайсфельд // Мат. методи та фіз.-мех. поля. — 2001. — Т. 44, № 4. — С. 135-139.
- Определение волнового поля внутри полого упругого цилиндра под действием осесимметричной нестационарной нагрузки / Н. Д. Вайсфельд // Акустичний вісник. —  2003. — Т. 6, № 3. — С. 21-27.
- Навчальний посібник з курсу «Рівняння математичної фізики. Метод iнтегральних перетворень» : для студ. техн. спец. вузів / Г. Я. Попов, В. В. Реут, Н. Д. Вайсфельд ; відп. ред. В. Є. Круглов. — Одеса : Астропринт, 2005. — 183 с.
- Соударение конечного упругого цилиндра с жесткой преградой / Н. Д. Вайсфельд // Прикладная механика. — 2007. — № 9. — С. 58-69.
- Нестаціонарне закручування конічного вала зі сферичною тріщиною / Н. Д. Вайсфельд // Фіз.-хім. механіка матеріалів. — 2008. — № 1. — С. 49-56.
- Навчальний посібник з курсу «Рівняння математичної фізики. Метод ортогональних многочленів» / Г. Я. Попов, В. В. Реут, М. Г. Моісеєв, Н. Д. Вайсфельд. — Одеса, 2009. — 116 с.
- Рівняння математичної фізики. Метод ортогональних многочленів : навч. посіб. для студ. вузів, які навч. за напрямами підготовки "Прикладна математика", "Механіка" / Г. Я. Попов, В. В. Реут, М. Г. Моісеєв, Н. Д. Вайсфельд. — Одеса : Астропринт, 2010. — 115 с. (недоступная ссылка)
- The solution of Mitchell problem for the elastic infinite cone with an spherical crack / G. Popov, N. Vaysfeld // The Mathematical Problems in Engeenering. — Hyundai Publ. Corporations. — 2010. — № 5. — P. 321-338.
- Осесимметричная задача теории упругости для кругового конуса с острием при учете его собственного веса / Н. Д. Вайсфельд, А. В. Реут // Вестник Одесского университета. Серія : Математика и механіка. — 2012. — Т. 17, вып. 3. — С. 99-107.
- Вторая основная задача для бесконечного упругого клина / Н. Д. Вайсфельд // Проблемы вычислительной механики и прочности конструкций. — 2012. — Вып. 19. — С. 27-33.
- Осесимметричная смешанная задача теории упругости для защемленного по боковой поверхности конуса с присоединенным шаровым сегментом / Н. Д. Вайсфельд, Г. Я. Попов, В. В. Реут // Прикладная математика и механика. — 2013. — Т. 77, вып. 1. — С. 102-112.
- Точные решения некоторых краевых задач механики деформируемого твердого тела / Г. Я. Попов, Н. Д. Вайсфельд. — Одесса : Астропринт, 2013. — 423 с.
- Кручение усеченного слоистого конуса / Н. Д. Вайсфельд // Сучасні проблеми механіки деформівного твердого тіла, диференціальних та інтегральних рівнянь (Одеса, 23-26 серпня 2013 р.) : Міжнар. наук. конф. : тези доповідей. — Одесса, 2013. — С. 34-35.
- Навчальний посібник з курсу “Рівняння математичної фізики”: для студ. спец. "Прикладна математика" і "Механіка" / Н. Д. Вайсфельд, Г. Я. Попов, В. В. Реут.— Одеса, 2013. — 215 с. (недоступная ссылка)